# Екстрацелуларна течност
Извънклетъчната течност (ИКТ) е вътрешната течна среда на многоклетъчните организми. Тя се състои от вода, органични вещества, неорганични вещества и разтворени газове. Извънклетъчната течност има следните функции:
- обменна – служи за пренасяне на хранителните вещества и кислорода от кръвоносните съдове към клетките, и за изхвърляне на непотребните метаболитни продукти, и въглеродния двуокис във вените, и лимфните съдове;
- транспортна – служи като среда за предаване на химични сигнали между клетките;
- защитна – макар и слабо, все пак е в състояние да предпази клетките от някои неблагоприятни въздействия.